# Ислам в Нигерии
Ислам в Нигерии исповедуют около 50% населения (согласно данным ЦРУ). По состоянию на 2009 год, 78 056 000 человек в Нигерии исповедуют ислам. Северная часть Нигерии (где большинство составляют мусульмане), с 1999 года живёт по законам шариата.

## История

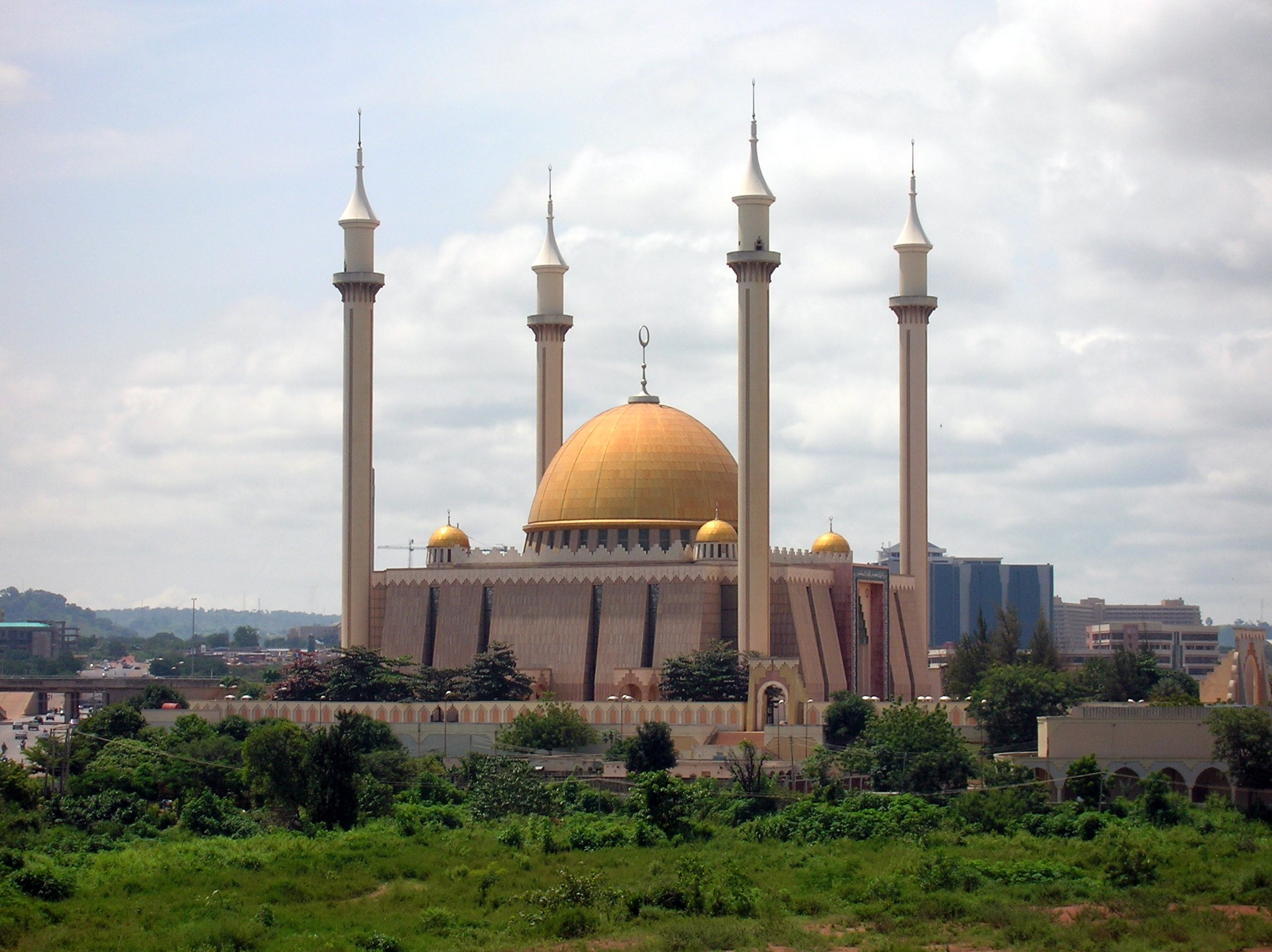
Национальная мечеть Абуджа.

Джихад Фулани — движение начала XIX века в Африке под знаменем ислама, в ходе которого была образована армия фулани и завоеваны территории Северной Нигерии и Камеруна. Начало движению положил Осман дан Фодио. В 1804 году он выступил против правителя Гобира, объединив крестьян хауса и кочевников фульбе. В 1809 году в результате войн с городами-государствами хауса ему удалось создать султанат Сокото, который просуществовал вплоть до прихода британских колонизаторов и был включен в состав протектората Нигерия.
Сокото — исламское государство в северной Нигерии, созданное в результате джихада Фулани в начале 1800-х годов. Правитель Сокото именовался халифом, а его наместники — эмирами. В Сокото было принято шариатское право. Военнопленные часто превращались в рабов, посему в Сокото сохранялись рабовладельческие отношения. В начале XX века Сокото было включено в состав британского протектората Нигерия, однако региональная элита сохранила свою власть. В настоящее время султаны Сокото сохранили свою власть как духовные главы мусульман Нигерии.

### Ислам в независимой Нигерии
Как и в других мусульманских странах, ислам в Нигерии включает в себя ежедневные и ежегодные ритуалы: хадж (паломничество в Мекку); шариат (свод религиозных законов), создание единой политической точки зрения у населения, норм поведения в семейной жизни, общинного строя и соответствующих норм личного поведения в большинстве ситуаций.
Перепись населения 1963 года показала, что 26 процентов нигерийцев являются мусульманами, 62 процента христианами и 14 процентов исповедовали традиционные верования.
С 1990 года ислам стал пронизывать повседневную жизнь нигерийцев. Публичные заседания начинались и заканчивались мусульманской молитвой, и большинство населения знали, по крайней мере несколько арабских молитв и пять столпов религии. В 2009 году число мусульман превысило число христиан.